# Madrepora kauaiensis
Madrepora kauaiensis är en korallart som beskrevs av Vaughan 1907. Madrepora kauaiensis ingår i släktet Madrepora och familjen Oculinidae. Inga underarter finns listade i Catalogue of Life.